# Соколов, Антон Михайлович
Антон Михайлович Соколов (род. 28 февраля 1999, Качканар) — российский игрок в мини-футбол, нападающий клуба «Синара» и сборной России.

## Карьера
Родился в городе Качканар Свердловской области. В шесть лет начал заниматься футболом в местной секции. Потом попал на просмотр в школу по футболу «ВИЗ», где начал заниматься под руководством Олега Павловича Клешнина.
В июле 2015 года в составе молодёжной сборной России принял участие в VI Российско-китайских молодёжных играх в Иркутске. Там в двух играх против сборной Китая он смог оформить по пента-трику в каждой.
С марта 2016 начал привлекаться к играм за основную команду, причём в своём первом же матче забил гол «Сибиряку». А во второй игре смог отметиться дублем в ворота глазовского «Прогресса»
В сезоне 2016/17 принимал участие в товарищеских матчах против Ирана, причём играл в составе как национальной команды России, так и молодёжной сборной страны.
В августе 2018 в составе студенческой сборной России завоевал золотые медали Чемпионата мира среди студентов, проходившего в Казахстане.
В 2022 году перешёл в «Спортинг», став вторым российским игроком в чемпионате Португалии (после Ивана Чишкалы). За три сезона в клубе завоевал множество титулов и наград на локальном и международном уровне.
В 2025 году вернулся в «Синару».

## Достижения

### Командные
Синара
- Чемпион России по мини-футболу: 2020/21
- Обладатель Кубка России: 2021/22

 Спортинг
- Чемпион Португалии (2): 2022/23, 2023/24
- Обладатель Суперкубка Португалии (2): 2022, 2024
- Обладатель Кубка Португалии: 2024/25
- Обладатель Кубка лиги Португалии: 2024/25
- Серебряный призёр Лиги чемпионов УЕФА: 2022/23

 Сборная России
- Чемпион мира среди студентов: 2018
- Серебряный призёр чемпионата Европы: 2022
- Бронзовый призёр чемпионата Европы:  2018

### Личные
- Лучший бомбардир Чемпионата России: 2021/22
- Лучший бомбардир Кубка России: 2021/22